# Ghiacciaio Schimper
Il ghiacciaio Schimper (in lingua inglese Schimper Glacier) è un ghiacciaio situato nella parte orientale dei Monti Herbert, che fanno parte della Catena di Shackleton, nella Terra di Coats in Antartide. 
Nel 1967 fu effettuata una ricognizione aerofotografica da parte degli aerei della U.S. Navy. Un'ispezione al suolo fu condotta dalla British Antarctic Survey (BAS) nel periodo 1968-71.
Ricevette l'attuale denominazione nel 1971 dal Comitato britannico per i toponimi antartici (UK-APC), in onore del botanico tedesco Karl Friedrich Schimper (1803–67), che nel 1835 aveva proposto la passata esistenza di un'Era glaciale in Europa per spiegare la distribuzione dei massi erratici.